# Degermoos (Naturschutzgebiet)
Das Naturschutzgebiet Degermoos liegt auf dem Gebiet der Gemeinde Hergatz im schwäbischen Landkreis Lindau (Bodensee) westlich des Kernortes Hergatz.
Unweit östlich verläuft die B 12 und fließt die Leiblach, nördlich fließt der Schwarzenbach, ein linker Zufluss der Oberen Argen. Unweit westlich verläuft die Landesgrenze zu Baden-Württemberg, südwestlich erstreckt sich das rund 34 ha große Naturschutzgebiet Stockenweiler Weiher und – auf baden-württembergischem Gebiet im Landkreis Ravensburg – das rund 53 ha große Naturschutzgebiet Rotasweiher-Degermoos.

## Bedeutung
Das 71,72 ha große Gebiet mit der Nr. NSG-00423.01 wurde im Jahr 1985 unter Naturschutz gestellt. Es handelt sich um einen großflächigen vorentwässerten Moorkomplex.